# Upadek domu Usherów
Upadek domu Usherów (fr. La Chute de la Maison Usher) – francuski film fabularny (dramat/horror) oparty na opowiadaniu Edgara Allana Poe Zagłada domu Usherów. Groza w scenerii romantyki w siedzibie angielskiego arystokraty.